# Nephrotoma cornifera
Nephrotoma cornifera är en tvåvingeart som först beskrevs av William George Dietz 1918.  Nephrotoma cornifera ingår i släktet Nephrotoma och familjen storharkrankar. Inga underarter finns listade i Catalogue of Life.